# Stańczyk (Matejko)
Stańczyk (poljsko Stańczyk w czasie balu na dworze królowej Bony wobec straconego Smoleńska, v prevodu Stańczyk med plesom na dvorišču kraljice Bone ob izgubi Smolenska) je slika Jana Matejka, končana leta 1862. To sliko pridobil Varšavski narodni muzej leta 1924. Med drugo svetovno vojno so jo nacisti in nato Sovjetska zveza izropali, a so jo Poljski vrnili okoli leta 1956.
Je eno izmed najbolj znanih Matejkovih del in tisto, ki ga je izstrelilo do slave. Opisali so jo kot eno najbolj prepoznavnih slik v Varšavskem narodnem muzeju in je vodilna slika za »Zbirko poljskih slik pred letom 1914«. Njena glavna sestavina je kontrast med slovesnim dvornim norcem (naslovnik Stańczyk) in živahnim plesom, ki se dogaja v ozadju. Slika je ustvarila podobo Stańczyka, ki je postala znana in splošno priznana na Poljskem.

## Stańczyk
Stańczyk, moška figura, prikazana na sliki, je bil dvorni norček, ko je bila Poljska na vrhuncu svoje politične, gospodarske in kulturne moči v času renesanse na Poljskem, v času vladavine kralja Sigismunda I. Starejšega (vladal 1506– 1548). Bil je priljubljena osebnost; poleg slave kot norca so ga označili za zgovornega, duhovitega in inteligentnega človeka, ki s satiro komentira preteklost, sedanjost in prihodnost države. Za razliko od norčkov drugih evropskih dvorov je Stańczyk od nekdaj veljal za več kot le zabavljača. Stańczykova slava in legenda sta bila v njegovem času močna in se je v 19. stoletju ponovno razživela, še danes pa je dobro znan.
Pomanjkanje virov je sprožilo štiri različne hipoteze o Stańczyku v 19. stoletju: da so se ga v celoti izmislili Jan Kochanowski in njegovi sodelavci, da je bil »morda tipičen norček, ki so ga sodobniki oblekli v ezopsko obleko, morda v Shakespearejevo vizijo pisateljev iz 19. stoletja ali morda res siva eminenca societatis ioculatorum«. Kakor koli, med sodobnimi učenjaki je konsenz, da je tak človek resnično obstajal in četudi ni, je imel ta lik izjemen pomen za poljsko kulturo poznejših stoletij, saj se pojavlja v delih številnih umetnikov 19. in 20. stoletja. Med drugim nastopa v delu Juliana Ursyna Niemcewicza (Jan z Tęczna. Powieść historyczna, 1825)  in v več delih Józefa Ignacyja Kraszewskega (1839, 1841).

## Vsebina
Celoten naslov slike je Stańczyk w czasie balu na dworze królowej Bony wobec straconego Smoleńska (Stańczyk med plesom na dvorišču kraljice Bone ob izgubi Smolenska).
Primarna kompozicija slike je v kontrastu med svečanim norčkom (Stańczyk) - očitno v središču slike - in živahnim plesom, ki se dogaja v ozadju. Stańczyk je prikazan, kako sam sedi v temni sobi, medtem ko je v sosednji dvorani v polnem teku ples, ki ga gosti kraljeva družina. Njegov videz ni podoben tistemu, ki bi ga pričakovali od norca - mračen, globoko razmišljujoč. Njegovo resnost poudarjajo tudi dodatki: njegovo žezlo leži zavrženo na tleh, medtem ko je na njegovem trupu sveti medaljon Črne Madone iz Čenstohove. Nagubana preproga pri nogah Stańczyka bi lahko nastala tako, da bi se ob branju pisma močno zrušil na stol ali pa z živčnim premikanjem stopal. Na mizi leži pismo, v katerem je verjetno objavljeno, da je Poljska izgubila Smolensk (zdaj v Rusiji) proti Moskovski veliki kneževini, kar je povzročilo Stańczykovo žalost in razmislek o usodi njegove domovine. Zdi se, da ga je neki uradnik zavrgel in le norček se zaveda njegovega pomena - medtem ko se vladarji zabavajo, praznujejo nedavno zmago v bitki pri Oršani, ne da bi upoštevali slabe novice o Smolensku. Pismo nosi leto 1533 (A.d. MDXXXIII) in ime Samogitia, provinca Republike obeh narodov. Opomba se ne ujema z dejanskim datumom padca Smolenska leta 1514 in je predmet stalne razprave, pri čemer je neposredna napaka natančnega Matejka, znanega po uporabi simbolike in ikonografije, malo verjetna. Drug simbol, lutnja, simbol slave, nosi pritlikavec, stereotipiziran kot oseba nizke postave in morale v Matejkovih časih; to kaže na upad bogastva rodbine Jageloncev. Okno je vrženo - ali je bil prepih - odprto, razgrne prt in nakazuje na razburjenje sedanjega reda. Skozi odprto okno je viden zatemnjen profil Vavelske stolnice v Krakovu - kraj kronanja poljskih kraljev. Zraven je viden komet - znak nesreče. Posnetki padca se zaključijo z vključitvijo treh zvezd Orionovega pasu, ki jih vidimo zgoraj in levo od stolničnega zvonika. V grški mitologiji je bil Orion močan lovec, zaslepljen od ega in lastne veličine, ki ga je na koncu zrušil pik škorpijonovega repa.

## Zgodovina, pomen in histografija
Matejko je bil s Stańczykom očaran že v mladosti in ga je upodobil v več svojih delih (poleg tukaj obravnavane slike še v Obešanju zvona kralja Sigismunda, 1874 in Pruski poklon, 1882). Matejka je pri delu na tej sliki navdihnila tudi knjiga Król zamczyska Seweryna Goszczyńskega, čigar glavni lik - samotar, ki živi v grajskih ruševinah in poskuša uskladiti preteklost in sedanjost. Dokončano leta 1862, ko je bil Matejko star štiriindvajset let, je eno njegovih najbolj znanih del in tisto, ki ga je naredilo slavnega. To je ključna slika za razumevanje Matejkovega sloga in namenov v njegovi umetnosti. Matejko je uporabil svoj obraz za Stańczyka in s tem delom začel serijo slik, ki analizirajo in interpretirajo zgodovino Poljske skozi lik Stańczyka.
Slika je zelo pomembna tudi za poljsko kulturo na splošno. Opisali so jo kot eno najbolj prepoznavnih slik v Varšavskem narodnem muzeju in je vodilna slika za »Zbirko poljskih slik pred letom 1914«. Slika je ustvarila podobo Stańczyka, ki je postala ikonična in se je ponovila v drugih delih, kot je igra Wesele (1901) Stanisława Wyspiańskega. Matejkove najbolj znane slike so običajno velike skupinske scene; posamezni prizori so pri njegovem delu manj pogosti.
Ob nastanku slika ni pritegnila veliko pozornosti in jo je Krakovsko društvo prijateljev lepih umetnosti pridobilo za darilno loterijo. Nato ga je dobil določeni posameznik Korytko, v lasti katerega je bila nekoliko poškodovana. Po Matejkovem vzponu slave je bila slika ponovno odkrita in občudovana kot mojstrovina, leta 1924 pa jo je pridobil Varšavski narodni muzej. Med drugo svetovno vojno so jo nacisti izropali. Nato jo je zasegla  Sovjetska zveza in okoli leta 1956 vrnila na Poljsko.